# Homeless
Homeless war ein deutsches House-Projekt der Produzenten MC Bones (* als Walfried Böcker) und Tim Benjamin (* als Helmut Meyers). Die beiden Musiker hatten 1990 bereits als Magna Charta einen Hit mit Hymn.
Die erste Single als Homeless war 1991 The Girl from Ipanema (Mas que nada). Mit Gypsy Woman (She’s Homeless), das in der Version von Crystal Waters zur gleichen Zeit ein europaweiter Top-10-Hit wurde, erreichte das Duo im Sommer des Jahres Platz 13 der deutschen Singlecharts. Weitere Veröffentlichungen unter diesem Namen blieben aus.

## Diskografie (Singles)
- 1991: The Girl from Ipanema (Mas que nada) (EMI Electrola)
- 1991: Gypsy Woman (She’s Homeless) (Power Brothers)